# Carol Zhaová
Carol Zhaová (nepřechýleně: Zhao, * 20. června 1995 Čchung-čching) je kanadská profesionální tenistka. Ve své dosavadní kariéře na okruhu WTA Tour nevyhrála žádný turnaj. V rámci okruhu ITF získala čtyři tituly ve dvouhře a šest ve čtyřhře.
Na žebříčku WTA byla ve dvouhře nejvýše klasifikována v červnu 2018 na 131. místě a ve čtyřhře v červenci 2016 na 157. místě.
V juniorském tenise vyhrála čtyřhru Australian Open 2013, když s Chorvatkou Anou Konjuhovou ve finále porazily ukrajinsko-český pár Olexandra Korašviliová a Barbora Krejčíková. Na French Open 2013 pak postoupily do semifinále. V závěru sezóny 2013 byla vyhlášena kanadskou juniorkou roku. Na juniorském kombinovaném žebříčku ITF figurovala nejvýše v lednu 2013 na 9. místě.
V kanadském týmu Billie Jean King Cupu debutovala v roce 2016 québeckou 2. světovou skupinou proti Bělorusku, v níž prohrála v páru s Dabrowskou rozhodující závěrečnou čtyřhru. Bělorusky tak zvítězily 3:2 na zápasy. Zúčastnila se také pražského finálového turnaje 2021. Do listopadu 2023 v soutěži nastoupila k pěti mezistátním utkáním s bilancí 0–2 ve dvouhře a 3–1 ve čtyřhře.
Od září 2013 do konce ročníku 2016 hrála univerzitní tenis za tým Stanford Cardinal na Stanfordově univerzitě, kde vystudovala bakalářský obor věda, technologie a společnost. Její celková zápasová bilance ve dvouhře činila 76–16 a ve čtyřhře 74–20. V roce 2015 skončila jako poražená finalistka v celonárodním akademickém mistrovství NCAA po prohře s Jamie Loebovou ze severokarolínské univerzity.
Na Panamerických hrách 2015 v Torontu vybojovala s Gabrielou Dabrowskou zlatou medaili ze čtyřhry.

## Soukromý život
Narodila se roku 1995 v čínském Čchung-čchingu do rodiny Pchinga a Lily Čaových. Tenis začala hrát v pěti letech. O dva roky později se s rodiči přestěhovala do Kanady. Novým domovem se stal ontarijský Richmond Hill. Středoškolské studium absolvovala na Bill Crothers Secondary School v Unionville. Od září 2010 trénovala v montréalském Národním tenisovém centru, kde setrvala do nástupu na univerzitu v září 2013.
V rané fázi kariéry se stala devítinásobnou mistryní Kanady včetně singlového a deblového triumfu v kategorii 18letých. Obě národní trofeje vyhrála v patnácti letech.

## Tenisová kariéra

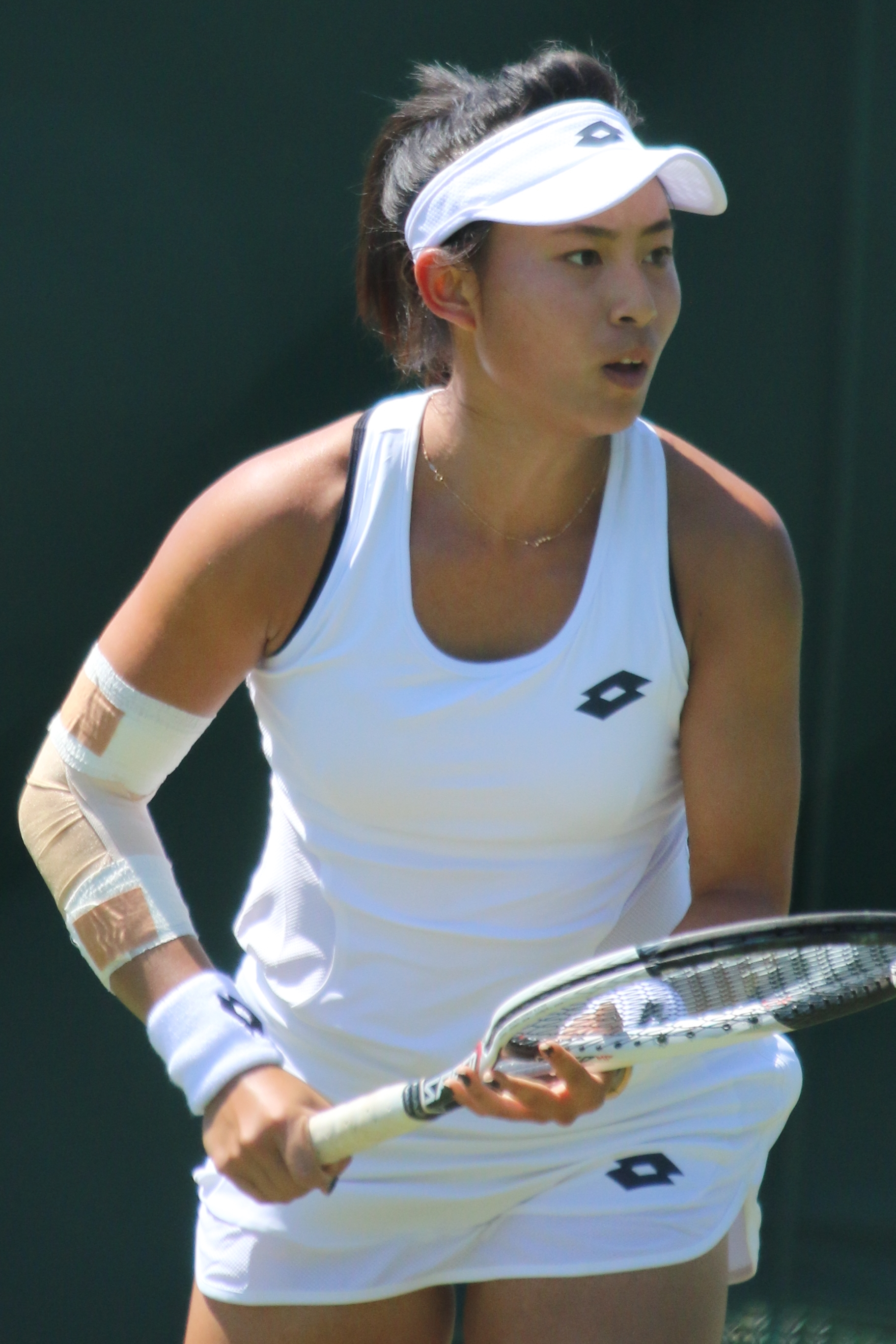
V kvalifikaci Wimbledonu 2018

V rámci hlavních soutěží událostí okruhu ITF debutovala v září 2010, když do turnaje v Saguenay, dotovaném 50 tisíci dolary, obdržela divokou kartu. V úvodním kole proti Belgičance Tamaryn Hendlerové ze čtvrté světové stovky získala jen dva gamy. Premiérový titul v této úrovni tenisu vybojovala během července 2013 na Challengeru de Granby s rozpočtem 25 tisíc dolarů. Ve finále čtyřhry přehrála s Američankou Lenou Litvakovou francouzsko-britskou dvojici Julie Coinová a Emily Webleyová-Smithová.
Na okruhu WTA Tour debutovala srpnovým Rogers Cupem 2013 v Torontu. Do hlavní soutěže pronikla na divokou kartu po kvalifikačních výhrách nad Chorvatkou Darijou Jurakovou a světovou pětasedmdesátkou Irinou-Camelií Beguovou z Rumunska. Jednalo se o její první vítězný zápas nad členkou elitní světové stovky. Na úvod dvouhry však hladce podlehla třicáté první hráčce žebříčku Anastasiji Pavljučenkovové. Druhou účast na túře WTA zaznamenala po zvládnuté kvalifikaci, v níž zdolala Kateřinu Siniakovou, na stanfordském Bank of the West Classic 2014. Hrálo se v univerzitním areálu Taube Tennis Center, kde nastupovala do druhého ročníku Stanfordovy univerzity. V singlové soutěži jí v prvním kole skrečovala Belgičanka Yanina Wickmayerová a ve druhém podlehla světové jedenáctce Aně Ivanovićové.
V sezóně 2018 si poprvé zahrála grandslamové kvalifikační soutěže. Na všech čtyřech majorech – Australian Open, French Open, Wimbledonu i US Open, však nepřešla úvodní fázi. Ani v závěrečném kvalifikačním kole French Open 2021 ji do dvouhry nepustila Španělka Lara Arruabarrenová z konce druhé stovky žebříčku.

## Tituly na okruhu ITF
| Legenda         | Legenda         |
| --------------- | --------------- |
| Turnaje W100    | Turnaje W80     |
| Turnaje W75/W60 | Turnaje W50     |
| Turnaje W35/W25 | Turnaje W15/W10 |

### Dvouhra (4 tituly)
| Č. | datum         | turnaj                    | kategorie | povrch  | poražená finalistka | výsledek      |
| -- | ------------- | ------------------------- | --------- | ------- | ------------------- | ------------- |
| 1. | září 2017     | Nanao, Japonsko           | W25       | koberec | Džunri Namigatová   | 6–3, 6–2      |
| 2. | listopad 2017 | Šen-čen, Čína             | W100      | tvrdý   | Liou Fang-čou       | 7–5, 6–2      |
| 3. | červen 2022   | Inčchon, Jižní Korea      | W25       | tvrdý   | Majuka Aikawová     | 6–4, 6–1      |
| 4. | červenec 2022 | Charleston, Spojené státy | W100      | antuka  | Himeno Sakacumeová  | 3–6, 6–4, 6–4 |

### Čtyřhra (6 titulů)
| Č. | datum         | turnaj               | kategorie | povrch    | spoluhráčka                     | poražené finalistky                                | výsledek              |
| -- | ------------- | -------------------- | --------- | --------- | ------------------------------- | -------------------------------------------------- | --------------------- |
| 1. | červenec 2013 | Granby, Kanada       | W25       | tvrdý     | Lena Litvaková                  | Julie Coinová Emily Webleyová-Smithová             | 7–5, 6–4              |
| 2. | srpen 2015    | Gatineau, Kanada     | W25       | tvrdý     | Jessica Mooreová                | Victoria Rodríguezová Marcela Zacaríasová          | 6–3, 6–4              |
| 3. | leden 2017    | Petit-Bourg, Francie | W15       | tvrdý     | Majo Hibiová                    | Emilie Francatiová Charlotte Robillard-Milletteová | 2–6, 7–6(7–6), [11–9] |
| 4. | duben 2017    | Heraklion, Řecko     | W15       | antuka    | Charlotte Robillard-Milletteová | Angelina Gabujevová Olga Pučkovová                 | 7–6(7–2), 4–6, [10–5] |
| 5. | červenec 2017 | Granby, Kanada       | W60       | tvrdý     | Ellen Perezová                  | Alexa Guarachiová Olivia Tjandramuliová            | 6–2, 6–2              |
| 6. | říjen 2017    | Saguenay, Kanada     | W60       | tvrdý (h) | Bianca Andreescuová             | Francesca Di Lorenzová Erin Routliffeová           | bez boje              |

## Finále na juniorském Grand Slamu

### Čtyřhra juniorek: 1 (1–0)
| Stav    | rok  | turnaj          | povrch | spoluhráčka   | poražené finalistky                       | výsledek         |
| ------- | ---- | --------------- | ------ | ------------- | ----------------------------------------- | ---------------- |
| Vítězka | 2013 | Australian Open | tvrdý  | Ana Konjuhová | Olexandra Korašviliová Barbora Krejčíková | 5–7, 6–4, [10–7] |